# His Band and the Street Choir
His Band and the Street Choir es el cuarto álbum de estudio del músico norirlandés Van Morrison, publicado por la compañía discográfica Warner Bros. Records en noviembre de 1970. Originalmente titulado Virgo's Fool, el álbum fue renombrado por Warner Bros. sin el consentimiento de Morrison. Su grabación comenzó a comienzos de 1970 con una sesión de demos en una pequeña iglesia de Woodstock, Nueva York. Morrison reservó los A&R Studios de la calle 46 en Nueva York durante la segunda mitad de 1970 para grabar las canciones en dos únicas sesiones. 
Tras su publicación, la prensa musical destacó la música de His Band and the Street Choir por su sonido libre y relajado, aunque consideró las letras como simples en comparación con trabajos anteriores de Morrison. El músico tenía la intención inicial de grabar el álbum a capela con el único acompañamiento de The Street Choir, un grupo vocal, pero las canciones fueron finalmente grabadas con una banda de respaldo. Al final, Morrison se mostró insatisfecho con la suma de otros vocalistas, además del quinteto original que compuso el coro, lo cual, sumado a otros cambios sobre los que no tuvo potestad, le llevó a valorar el álbum negativamente en años posteriores.
His Band and the Street Choir obtuvo un respaldo comercial similar a su predecesor, Moondance. Alcanzó el puesto 32 en la lista estadounidense Billboard 200 y el dieciocho en la británica UK Albums Chart. Además, el sencillo «Domino» le reportó su segundo top 10 al alcanzar el puesto nueve en la lista Billboard Hot 100 y superar incluso su canción más exitosa hasta la época, «Brown Eyed Girl". Otros dos sencillos, «Blue Money» y «Call Me Up in Dreamland», obtuvieron un éxito menor, aunque también entraron en la lista Billboard Hot 100.

## Grabación
La grabación de His Band and the Street Choir comenzó con una sesión de demos en una pequeña iglesia de Woodstock, Nueva York, sin intención de producir un lanzamiento oficial. Durante su curso, Morrison trabajó el material sobrante de sus dos anteriores álbumes, Astral Weeks y Moondance, grabó canciones que no había interpretado en el estudio antes ("Crazy Face" y "Give Me a Kiss") y tocó dos temas instrumentales. Además, utilizó un equipo de grabación limitado, operado por el batería Dahaud Shaar, quien tenía la intención de abrir un estudio en Woodstock. Según Shaar: «Encontré una vieja iglesia. Puse un par de micrófonos y solíamos registrar varias canciones con las cintas corriendo. Se convirtió en una cosa de trabajo para el álbum».
Para su nueva banda, Morrison estuvo acompañado de tres músicos que tocaron en Moondance: el saxofonista Jack Schroer, el guitarrista John Platania y el bajista John Klingberg. El trío vocal formado por Emily Houston, Judy Clay y Jackie Verdell también volvió a cantar en «If I Ever Needed Someone». El multiinstrumentista Dahaud Shaar, veterano de la gira posterior a Moondance aunque no participó en su grabación, también se unió a las sesiones de His Band and the Street Choir. Por otra parte, el teclista Alan Hand se unió a la banda de Morrison a finales de abril de 1970 como reemplazo de Jef Labes, quien abandonó el grupo para trasladarse a Israel. Keith Johnson completó la formación del nuevo grupo tocando la trompeta y el órgano Hammond.
Entre marzo y mayo de 1970, Morrison comenzó a trabajar en la grabación de His Band and the Street Choir en los A&R Studios de Nueva York. Al principio tuvo la intención de crear un disco a capela, y con la idea en mente reunió a un grupo de vocalistas bautizado como The Street Choir e integrado por sus amigos Dahaud Shaar, Larry Goldsmith, Andrew Robinson y por su esposa Janet "Planet" Rigsbee, todos residentes en Woodstock. Aunque Morrison quería que el coro estuviese integrado por cuatro personas, fue persuadido para incluir a otros dos miembros: Martha Velez y Ellen Schroer, esposas de Keith Johnson y Jack Shroer.
Sin embargo, Morrison acabó por abandonar la idea de hacer un disco a capela. Según comentó: «Tenía un grupo de personas en mente para The Street Choir... Les pregunté si querían cantar... Luego las viejas señoras se involucraron y lo arruinaron todo». Morrison se mostró insatisfecho con las canciones grabadas con el coro, ya que quería utilizar el grupo para un efecto diferente: «Quería estos determinados chicos para formar un grupo a capela de modo que pudiese grabar un montón de canciones con quizás una sola guitarra. Pero no funcionó». Durante la sesión, Morrison grabó las mismas canciones registradas como demos en Woodstock, así como «Gypsy Queen» y un tema instrumental, seis de los cuales fueron usados en Street Choir. Elliot Scheiner fue contratado como ingeniero de sonido, después de su colaboración en Moondance. Sin embargo, según el biógrafo Clinton Heylin, Scheiner y Morrison tuvieron un enfrentamiento, por lo que el primero no participó en el resto del álbum.
Morrison volvió a los A&R Studios entre junio y agosto para grabar las seis canciones restantes incluidas en el álbum. Para la segunda sesión, Shaar desempeñó el papel de ingeniero, aunque no recordó que Morrison se lo ofreciese: «Elliot pensó que él iba a ser el coproductor, pero por otra parte nunca lo vi diciendo a la gente que cambiara partes... Yo no me consideraba coproductor. Van me solía hacer preguntas y yo le solía responder, pero nunca fue un papel definido». Morrison se sintió insatisfecho con algunas de las grabaciones finales, y en concreto reelaboró la canción «Street Choir» poco antes de que concluyese el trabajo de estudio.

## Composición
Algunas canciones de His Band and the Street Choir fueron grabadas por primera vez en las sesiones de Astral Weeks y Moondance. Morrison las reescribió para Street Choir debido a que las grabaciones del nuevo disco incluyeron diferente personal e instrumentación. Las canciones del álbum, que Jon Landau describió con un sonido libre y relajado, carecen de la complejidad musical de anteriores trabajos de Morrison.
La primera grabación para el álbum fue «I've Been Working», un descarte de las sesiones de Astral Weeks de 1968. La versión final producida para His Band and the Street Choir es más optimista y mostró la influencia de James Brown. En ella, Morrison canta el verso: «Woman, woman, woman, you make me feel alright» al unísono con la sección de vientos, algo que Landau describió como «impresionante».
«Domino», el primer sencillo del álbum, había sido grabado también varias veces antes de su publicación final en Street Choir. La primera vez fue en sesiones entre septiembre y noviembre de 1968, poco después del lanzamiento de Astral Weeks. Para Street Choir, la arregló con un tempo de 4/4 e incluyó una guitarra rítmica, con una posterior sobregrabación de la sección de vientos. En la canción, Morrison improvisa entre el final del estribillo y el inicio de los versos, donde grita las palabras «Dig it», así como cerca del final, donde dice: «And the band... one more time!», lo cual, según el biógrafo Peter Mills, le ayudó a llevar a cabo el tema de la «viveza» tanto en la canción como en el álbum en su conjunto. El biógrafo Brian Hinton consideró la canción como un tributo al pianista y compositor Fats Domino. Al igual que con «Domino», Morrison también grabó «If I Ever Need Somedone», una de varias de las canciones del álbum influidas por el blues, por primera vez a finales de 1968.
«Virgo Clowns» fue grabada por primera vez a comienzos de 1969 con el título de «(Sit Down) Funny Face». Morrison volvió a registrarla durante las sesiones de Street Choir, con el nuevo título de «Funny Face». Durante la segunda sesión de Street Choir volvió a ser regrabada bajo el nuevo título de «Virgo Clowns».
«Crazy Face» evolucionó a partir de la canción «Going Around with Jesse James», una canción que Morrison intentó grabar por primera vez el 15 de octubre de 1968 en las sesiones de Astral Weeks. Ambas canciones contienen referencias al forajido estadounidense Jesse James. La canción, con un tempo irregular de 8/4, comienza con una introducción de piano y termina abruptamente, lo cual, según el biógrafo Peter Mills, representa el disparo de un arma, en consonancia con la temática del forajido.
«Give Me a Kiss» y «Gypsy Queen» fueron las dos últimas canciones registradas durante la primera sesión de grabación. Morrison escribió «Give Me a Kiss» con su esposa Planet o su hija recién nacida Shana en mente, en forma de blues de doce compases al estilo del boggie rock, un género prominente en la década de 1960 que llevó a la prensa a comparar la canción con la obra de The Beatles y Elvis Presley. Otros periodistas creyeron que la canción «Gypsy Queen» estaba inspirada en «Gypsy Woman», grabada originalmente por Curtis Mayfield y The Impressions. Johnny Rogan sintió que la canción es «un intento fallido de recuperar el espítiu de "Caravan"», otra composición inspirada en «Gypsy Woman» y publicada en el álbum Moondance. Morrison canta la canción en falsete, mientras que el teclista Alan Hands toca la celesta, que imita a una caja de música, tanto al comienzo como al final del tema.
La segunda sesión de grabación produjo el material restante de Street Choir. Entre ellas, «Call Me Up in Dreamland» es una composición con el estilo de un gospel, y con una letra que hace referencia a la vida en la carretera. La canción también se refiere a la vida de Morrison con su mujer Janet en aquel momento. Según Planet: «Estábamos finalmente, realmente viviendo en un país de los sueños —lo creas o no—, fue un momento mágico».
«I'll Be Your Lover, Too» también estuvo inspirada en el matrimonio entre Morrison y Planet. Por otra parte, «Blue Money», un juego de palabras refiriéndose a la situación financiera de Morrison, también trata sobre una modelo, profesión que ejercía Planet, mientras que «Sweet Janie» es otro blues de doce compases con referencias a un amor juvenil. Los versos: «I've been in love with you baby, ever since you were in Sunday school» llevaron al biógrafo Clinton Heylin a creer que trataba sobre la infancia de Morrison, cuando acudía a la escuela en Belfast.
En la última canción, «Street Choir», Morrison repite la pregunta: «Why did you let me down, and now that things are better off, why do you come around». Debido a ello, Heylin escribió que «tales canciones [como "Street Choir"] fueron generadas por una creciente conciencia de cómo había sido estafado». Ken Brooks comentó que la letra de «Move On Up» es otra referencia en el álbum a una canción de Curtis Mayfield. La canción cuenta con la trompeta de Keith Johnson y la armónica de Morrison de forma destacada. El escritor Brian Hinton describió la letra como «perversamente amarga», mientras que Jon Landau escribió que «Street Choir» era una de las «dos o tres mejores canciones» de la carrera de Morrison debido a su «energía musical y poética».

## Recepción
Tras su publicación, la prensa valoró His Band and the Street Choir de forma positiva. Jon Landau, editor de la revista Rolling Stone, lo comparó con trabajos anteriores: «His Band and the Street Choir es un álbum libre. Fue grabado con mínima sobregrabación y obviamente estaba destinado a mostrar la otra cara de Moondance. Y si tiene un defecto es que, al igual que Moondance, es mucho lo que se propuso ser. Un par de temas con la gravedad de "Street Choir" habrían hecho de este álbum tan perfecto que nadie podría haberlo resistido».
Por otra parte, John Tobler, periodista de la revista ZigZag, sintió que «incluso si es inferior a Moondance, es aún menor que el ochenta por ciento de los discos que tienes en tu colección». Por otra parte, Robert Christgau fue más crítico y lo definió como «un álbum menos convincente que Moondance» con «algunos cortes monótonos y un menor lapso ocasional del gusto». El biógrafo Brian Hinton comentó que His Band and the Street Choir «recuerda vagamente al álbum de Bob Dylan Nashville Skyline». El cantante Elvis Costello identificó His Band and the Street Choir como uno de sus quinientos álbumes esenciales y la canción «Street Choir» como uno de sus temas favoritos. En 2006, Johnny Rogan calificó las canciones del álbum como «una gran decepción en comparación con el material de sus dos discos anteriores».
A nivel comercial, His Band and the Street Choir alcanzó el puesto 32 de la lista estadounidense Billboard 200 y el dieciocho en la británica UK Albums Chart. El álbum también obtuvo una cálida recepción en Estados Unidos, similar a la de Moondance, debido al éxito de su primer sencillo, «Domino», que llegó al puesto nueve de la lista Billboard Hot 100. El sencillo supuso el mayor éxito de Morrison en los Estados Unidos al superar la décima posición que alcanzó el sencillo «Brown Eyed Girl», del álbum Blowin' Your Mind!, en 1967. «Domino» fue también un notable éxito en los Países Bajos, donde llegó al puesto veintidós de la lista Dutch Top 40. Landau atribuyó el éxito de «Domino» a la figura de la guitarra al comienzo de la canción, la cual consideró «no solo una gran manera de comenzar un sencillo, sino también una buena manera de empezar el álbum». Un segundo sencillo, «Blue Money», alcanzó el puesto veintitrés en la lista Billboard Hot 100, mientras que «Call Me Up in Dreamland», tercer y último sencillo, llegó solo a la posición 95. 

## Diseño del álbum
Warner Bros. Records programó His Band and the Street Choir para que fuese publicado durante la Navidad de 1970, dejando poco tiempo para planear el diseño de la portada. Esta presión llevó a la empresa a cometer el error de titular las publicaciones promocionales del álbum como His Band and Street Choir y a preparar una lista de canciones incorrecta. Al final de «I'll Be Your Lover, Too» también figura una conversación sin editar, la cual Peter Mills considera un ejemplo de las asperezas del álbum. Janet Planet, esposa de Morrison, diseñó la portada y escribió las notas del álbum, que suenan, según Brian Hinton, «un poco desesperadas».
David Gahr tomó las fotografías de Morrison rodeado de sus músicos con sus respectivas familias para el interior del álbum. Las fotografías fueron realizadas durante una fiesta de cumpleaños de Peter, un hijo que Planet nacido fruto de una relación anterior. Morrison desestimó las fotos, que calificó como «basura»; sin embargo, Johnny Rogan comentó que la portada era mucho peor, al incluir a Morrison ataviado con un caftán. Morrison se quejó también de la portada final del álbum: «La gente piensa que eres un hippie porque llevas el pelo largo y la barba larga... Compré el caftán en Woodstock, y era lo que la gente llevaba».

## Lista de canciones
Todas las canciones escritas y compuestas por Van Morrison. 
| Cara A |                                        |          |  |
| N.º    | Título                                 | Duración |  |
| 1.     | «Domino»                               | 3:06     |  |
| 2.     | «Crazy Face»                           | 2:56     |  |
| 3.     | «Give Me a Kiss (Just One Sweet Kiss)» | 2:30     |  |
| 4.     | «I've Been Working»                    | 3:25     |  |
| 5.     | «Call Me Up in Dreamland»              | 3:52     |  |
| 6.     | «I'll Be Your Lover, Too»              | 3:57     |  |

| Cara A |                            |          |  |
| N.º    | Título                     | Duración |  |
| 1.     | «Blue Money»               | 3:40     |  |
| 2.     | «Virgo Clowns»             | 4:10     |  |
| 3.     | «Gypsy Queen»              | 3:16     |  |
| 4.     | «Sweet Jannie»             | 2:11     |  |
| 5.     | «If I Ever Needed Someone» | 3:45     |  |
| 6.     | «Street Choir»             | 4:43     |  |

## Personal
| Músicos - Van Morrison: voz, guitarra, armónica y saxofón tenor - Judy Clay: coros en «If I Ever Needed Someone» - Alan Hand: piano, órgano Hammond y celeste - Emily Houston: coros en «If I Ever Needed Someone» - Keith Johnson: trompeta y órgano - John Klingberg: bajo - John Platania: guitarras eléctrica y acústica y mandolina - Jack Schroer: saxofón soprano, saxofón barítono y piano - Dahaud Shaar: batería, percusión, bajo y coros - Jackie Verdell: coros en «If I Ever Needed Someone» - Larry Goldsmith. Janet Planet, Andrew Robinson, Ellen Schroer, Dahaud Shaar, Martha Velez: The Street Choir | Equipo técnico - Dahaud Shaar: asistente de producción - Elliot Schiener: ingeniero de sonido y coordinador de producción - Dixon Van Winkle, Ed Anderson, Mark Harman, Richard Lubash: ingenieros asistentes - David Gahr: fotografía - Janet Planet: diseño del álbum |

## Posición en listas
| País           | Lista               | Posición |
| -------------- | ------------------- | -------- |
| Estados Unidos | Billboard 200       | 32       |
| Países Bajos   | Mega Albums Top 100 | 48       |
| Reino Unido    | UK Albums Chart     | 18       |

| Sencillo     | País           | Lista               | Posición |
| ------------ | -------------- | ------------------- | -------- |
| «Domino»     | Estados Unidos | Billboard Hot 100   | 9        |
| «Domino»     | Países Bajos   | Dutch Singles Chart | 22       |
| «Blue Money» | Estados Unidos | Billboard Hot 100   | 23       |
| «Domino»     | Estados Unidos | Billboard Hot 100   | 95       |